# Zoltaiïta
La zoltaiïta és un mineral de la classe dels silicats. Rep el seu nom en honor de Tibor Zoltai (1926-2003), professor de geologia a la Universitat de Minnesota.

## Característiques
La zoltaiïta és un silicat de fórmula química BaV4+
2V3+
12(SiO₄)₂O19. Cristal·litza en el sistema trigonal. La seva duresa a l'escala de Mohs és 6 a 7.
Segons la classificació de Nickel-Strunz, la zoltaiïta pertany a «09.AG: Estructures de nesosilicats (tetraedres aïllats) amb anions addicionals; cations en coordinació > [6] +- [6]» juntament amb els següents minerals: abswurmbachita, braunita, neltnerita, braunita-II, långbanita, malayaïta, titanita, vanadomalayaïta, natrotitanita, cerita-(Ce), cerita-(La), aluminocerita-(Ce), trimounsita-(Y), yftisita-(Y), sitinakita, kittatinnyita, natisita, paranatisita, törnebohmita-(Ce), törnebohmita-(La), kuliokita-(Y), chantalita, mozartita, vuagnatita, hatrurita, jasmundita, afwillita, bultfonteinita i tranquillityita.

## Formació i jaciments
La zoltaiïta va ser descoberta al dipòsit Wigwam, a la Divisió Minera de Revelstoke (Columbia Britànica, Canadà). Es tracta de l'únic indret on ha estat trobada aquesta espècie mineral.